# Hevaheva monticola
Hevaheva monticola är en insektsart som beskrevs av George Willis Kirkaldy 1908. Hevaheva monticola ingår i släktet Hevaheva och familjen spetsbladloppor. Inga underarter finns listade i Catalogue of Life.